# Distretto di Grand Cess Wedabo
Il distretto di Grand Cess Wedabo è un distretto della Liberia facente parte della contea di Grand Kru.